# Rumänistik
Die Rumänistik ist eine Wissenschaft, die sich mit der rumänischen Kultur, Sprache, Literatur, Kunst, Geschichte usw. befasst. Als Teilbereich der Romanistik untersucht sie die Entwicklung des Rumänischen aus dem Vulgärlatein sowie dessen Einbettung in den europäischen und südosteuropäischen Kulturraum.

## Entwicklung
Die Rumänistik entstand aus den neuphilologischen Fächern und etablierte sich als eigenständige Disziplin im Kontext der Nationalbewegungen, insbesondere während der Rumänischen Revolution von 1848. Ein zentrales Thema ist die Abgrenzung des Rumänischen von anderen romanischen Sprachen sowie seine Einordnung in die Romania continua (zusammenhängende romanischsprachige Gebiete) und Romania submersa (ehemals romanisierte, aber nicht mehr romanischsprachige Regionen).
An der Friedrich-Schiller-Universität Jena gibt es eine Juniorprofessur für Rumänistik, die mit Valeska Bopp-Filimonov besetzt ist. Ein  anderes Institut mit Rumänistik-Schwerpunkt im deutschsprachigen befindet sich an der Universität Klagenfurt (textlinguistische und pragmatische Forschungen). Zentrale Fachgesellschaften der Rumänistik sind die Society for Romanian Studies, The Romanian Studies Association of America (RSAA) sowie der Balkanromanisten Verband (BRV).